# Rugiboletus
Rugiboletus is een geslacht van schimmels behorend tot de familie Boletaceae. De soort is beschreven door de Chinese mycologen Gang Wu en Zhu L. Yang en in 2015 geldig gepubliceerd. De typesoort is Rugiboletus extremiorientalis.

## Soorten
Volgens Index Fungorum bevat het geslacht drie soorten (peildatum december 2021):
| Soortnaam                     | Auteur(s)                              | Publicatiejaar |
| ----------------------------- | -------------------------------------- | -------------- |
| Rugiboletus andinus           | (Halling) Halling & B. Ortiz           | 2020           |
| Rugiboletus brunneiporus      | G. Wu & Zhu L. Yang                    | 2015           |
| Rugiboletus extremiorientalis | (Lj.N. Vassiljeva) G. Wu & Zhu L. Yang | 2015           |